# Белли (река)
Белли (англ. Belly River, South Fork Belly River, Mokowanis River) — река в Монтане на Западе США и в Альберте на Западе Канады. Левый приток реки Олдмен. Длина — 241 км. Площадь водосборного бассейна — 3850 км². В США протекает по территории округа Глейшер на северо-западе штата Монтана, в Канаде — на юге провинции Альберта. Крупнейший приток — Уотертон.
Белли начинается на хребте Льюис в национальном парке Глейшер, вытекая из озера Хелен на высоте 1551 м над уровнем моря. В верховье течёт преимущественно на север, далее — на северо-восток. Примерно в 16 км северо-западнее Летбриджа впадает в реку Олдмен.